# Bruk-Bet Termalica Nieciecza
Bruk-Bet Termalica Nieciecza ist ein polnischer Fußballverein aus dem kleinpolnischen Dorf Nieciecza.

## Geschichte
Der Verein wurde 1922 auf Initiative von aus dem Ersten Weltkrieg zurückkehrenden Soldaten gegründet und war einer der ersten Fußballvereine in der Woiwodschaft Kleinpolen. Während des Zweiten Weltkrieges durfte der Verein unter der deutschen Besatzung seinen Spielbetrieb nicht aufrechterhalten. Nach dem Zweiten Weltkrieg nahm man den Spielbetrieb 1946 wieder auf. In den 1980er Jahren konnte der Verein von der Klasa C über die Klasa B in die Klasa A, die achthöchste polnische Spielklasse, aufsteigen. Von 2004 bis 2010 schaffte es der Verein jedes Jahr, mit Ausnahme der Saison 2004/05, aufzusteigen. Somit gelang dem Verein in sieben Spielzeiten der Durchmarsch von der achten Spielklasse in die zweitklassige 1. Liga. In der ersten Saison 2010/11 belegte der Verein den 14. Platz, wodurch mit einem Punkt Vorsprung der Abstieg vermieden werden konnte. Am 30. Mai 2015 gelang der Mannschaft durch einen 2:0-Erfolg gegen Pogoń Siedlce der erste Aufstieg in die Ekstraklasa, das erste Mal in der Vereinsgeschichte.
In der Saison 2017/18 stieg der Verein nach einer 0:4-Niederlage beim direkten Konkurrenten Piast Gliwice am letzten Spieltag erstmals aus der Ekstraklasa ab. In der Spielzeit 2020/21 gelang als Vizemeister der zweiten Liga die Rückkehr ins polnische Oberhaus, aus dem man in der anschließenden Saison 2021/22 jedoch direkt wieder abstieg.
Am 26. August 2007 wurde das heutige Stadion des Vereins offiziell eröffnet. Das Eröffnungsspiel bestritt LKS Bruk-Bet Nieciecza gegen Poprad Muszyna (3:0). Das Stadion Bruk-Bet trägt, wie auch der Verein, den Sponsor Bruk-Bet im Namen.

### Vereinsnamen
Frühere Namen des Vereins waren:
- ab 1946 – LZS Nieciecza
- ab 2004 – LKS Nieciecza
- ab Rückrunde 2004/05 – LKS Bruk-Bet Nieciecza
- ab 2009 – Bruk-Bet Nieciecza
- ab 17. März 2010 – Termalica Bruk-Bet Nieciecza KS
- seit 1. Juni 2016 Bruk-Bet Termalica Nieciecza

### Erfolge
- Aufstieg in die 1. Liga: 2010
- Aufstieg in die Ekstraklasa: 2015, 2021, 2025

## Persönlichkeiten

### Bekannte ehemalige Spieler
- Łukasz Cichos
- Guilherme
- Ľuboš Hajdúch
- David Kwiek
- Mario Lička
- Stefan Nikolić
- Piotr Towarnicki

### Trainer
- Dušan Radolský (2011–2017)